# 警察廳 (日本)
警察廳（日语：／ Keisatsu chō */?），簡稱察廳（サッチョウ），是日本的行政機關，隸屬於國家公安委員會之下，為「特別機關」。
作為日本警察的頂點，負責警察制度的企劃立案、公共安全及警察的運作，掌控日本警察的態勢、整備、犯罪鑑識及犯罪統計等事務指揮，監督各都道府縣警察（包括轄區為東京都的警視廳）。

## 沿革
- 1874年（明治7年）1月9日：內務省設置警保寮。警察制度開始中央集權化。
- 1876年（明治9年）4月17日：內務省警保寮廢止，改設內務省警保局。
- 1877年（明治10年）1月11日：內務省警保局廢止，改設內務省警視局。
- 1881年（明治14年）1月14日：內務省警視局廢止，再設內務省警保局。
- 1947年（昭和22年）12月17日：舊警察法（昭和22年法律第196號）頒布。
- 1947年（昭和22年）12月31日：GHQ下令廢除內務省，警保局隨之廢除。
- 1948年（昭和23年）1月1日：設置內事局，舊內務省警保局為內事局第一局。
- 1948年（昭和23年）3月7日：舊警察法施行，廢除內事局。舊內事局第一局改設國家地方警察本部。警察制度成為國家地方警察與自治體警察（市町村警察）的雙體制。
- 1954年（昭和29年）6月8日：新警察法（現行警察法）頒布。
- 1954年（昭和29年）7月1日：警察法施行。成立警察廳（1官房4部17課）與都道府縣警察（日语：警察本部），警察機構一體化。
- 1957年（昭和32年）6月1日：依據國家行政組織法修正條文（昭和32年6月1日法律第159號），警察廳從原來的四部改為四局。

## 組織
警察廳由內部部局（長官官房、5局（2部））、附屬機關、地方機關組成。不同於都道府縣警察，都道府縣警察是由各都道府縣知事所轄之都道府縣公安委員會管理的警察廳組織，警察廳則是負責警察公務上的監察、指導等（管區警察局）。此外，警視正以上階級是擁有國家公務員身分的地方警務官，而國家公安委員會擁有都道府縣警察本部長等的任免權。
地方警務官制度建立以前，國家公安委員會決定的人事調動須經都道府縣公安委員會同意，但歷史上未發生過都道府縣公安委員會否決的狀況。因此人事調動也都由警察廳公布。
公安警察的預算由國庫支出，都道府縣警察的公安部門由警察廳直接指揮。

### 長官及次長
警察廳首長為警察廳長官，由國家公安委員會经首相承认任免之。警察廳長官是全日本警察職員中最高之職位之警察官，也是《警察法》第62條規定之唯一階級制度之外警察官。警察法第34條規定「長官為警察官，警察廳次長、官房長、局長（情報通信局長除外）及部長、管區警察局長等其他政令所定之職位皆為警察官身分，皇宮警察本部長為皇宮護衛官」。
警察廳另設警察廳次長1人，階級為警視監。廳長公務外出時，職務由次長代理。

#### 長官
警察廳長官服從國家公安委員會的管理，負責總理警察廳廳務、任命職員與監督其服務、指揮監督都道府縣警察。

#### 次長
警察廳另設警察廳次長1人，階級為警視監。協助長官整頓廳務與監督各部局及機關事務。

### 內部部局
警察廳的內部部局如下，位在中央合同廳舍第2號館的2樓與16-20樓。
- 長官官房（日语：警察庁長官官房）
  - 官房長、總括審議官、政策評價審議官、網路安全・情報化審議官、審議官（6）、技術審議官、參事官（6）、首席監察官（日语：監察官）
  - 總務課 - 政策企劃官、警察制度綜合研究官、警察行政營運企劃室、廣報室、情報公開・個人情報保護室、留置管理室、秘書室、國會連絡室、偵訊監督指導室
  - 人事課 - 人事總括企劃官、人事綜合研究官、監察官（3）
  - 會計課 - 會計企劃官、會計監查官、裝備綜合研究官、監查室、裝備室、工場
  - 薪酬福利課 - 厚生管理室、犯罪被害者支援室
  - 國際課 - 國際綜合研究官、國際協力室
  - 國家公安委員會會務官
- 生活安全局（日语：生活安全局）
  - 生活安全企劃課 - 生活安全綜合研究官、犯罪抑止對策室
  - 地域課 - 鐵道警察（日语：鉄道警察隊）管理室
  - 少年課 - 兒童色情對策官、少年問題綜合研究官、少年保護對策室
  - 保安課 - 風俗環境對策室
  - 情報技術犯罪對策課 - 官民合作推進官、情報技術犯罪捜查指導室
  - 生活經濟對策管理官 - 智慧財產權保護對策官
- 刑事局（日语：警察庁刑事局）
  - 刑事企劃課 - 刑事綜合研究官、刑事指導室
  - 捜查第一課 - 檢視指導室、特殊事件捜查室
  - 捜查第二課 - 特殊詐欺對策室
  - 捜查支援分析管理官
  - 犯罪情報分析官
  - 犯罪鑑識官 - 指紋鑑識官、指紋鑑定指導官、DNA型鑑識官、DNA型鑑定指導官、資料鑑識官、資料鑑定指導官
  - 組織犯罪對策部（日语：組織犯罪対策部）
    - 組織犯罪對策企劃課 - 組織犯罪對策綜合研究官、犯罪組織情報官、國際合作對策官、犯罪收益移転防止對策室
    - 暴力團對策課 - 暴力團排除對策官
    - 藥物銃器對策課 - 國際藥物・銃器犯罪組織捜查指導官
    - 國際捜查管理官 - 國際組織犯罪對策官
- 交通局（日语：警察庁交通局）
  - 交通企畫課 - 交通綜合研究官、高度道路交通政策綜合研究官、交通安全企劃官、高速道路管理室
  - 交通指導課 - 交通事故事件捜查指導室
  - 交通規制課 - 交通管制技術室
  - 駕駛執照課 - 高齡駕駛者等支援室
- 警備局（日语：警備局）
  - 警備企畫課 - 警備調查企畫官、警備綜合研究官、圖片情報分析室、綜合情報分析室、危機管理室、網路攻撃分析中心 - 網路攻撃對策官、千代田（日语：チヨダ (警察)）
  - 公安課（日语：警察庁警備局公安課） - 警備情報對策室、右翼對策室、極左對策室、特殊組織犯罪對策室
  - 警備課（日语：警察庁警備局警備課） - 特殊警備對策官、上席警備指導專門官、警備實施綜合研究官、災害對策室、令和2年東京奧運・東京殘奧警備對策室、警衛室、警護室
  - 外事情報部
    - 外事課（日语：外事課） - 外事情報綜合研究官、外事特殊事案對策官、不正輸出對策官、外事技術調查室（ヤマ）、外事情報調整室
    - 國際恐怖主義對策課（日语：警察庁警備局国際テロリズム対策課） - 國際恐怖主義情報綜合研究官、國際恐怖主義情報官、國際恐怖主義緊急展開班
- 情報通信局
  - 情報通信企劃課 - 情報通信綜合研究官、通信運用室
  - 情報管理課 - 情報化戰略綜合研究官、情報處理中心
  - 通信設施課
  - 情報技術解析課 - 解析技術評價分析官、高度情報技術解析中心、網路恐怖主義對策技術室（通稱「網路部隊中心（日语：サイバーフォース）」）、惡意軟體解析中心（由惡意軟體解析官20人組成）

### 附屬機關
- 警察大學校（日语：警察大学校）
- 科學警察研究所
- 皇宮警察本部

### 地方機關
7局2部制。都道府縣警察非警察廳的地方機關，而是各都道府縣的警察行政機關。

#### 都道警察情報通信部
都與道不屬管區警察局管轄，其警察通信事務由以下組織負責。（警察法第33條）
- 東京都警察情報通信部（東京都千代田區）
  - 情報通信調査官
  - 通信庶務課
  - 機動通信第一課
  - 機動通信第二課
  - 通信設施課
  - 情報技術解析課
  - 多摩通信支部
- 北海道警察情報通信部（札幌市中央區北2條西7丁目）
  - 情報通信調査官
  - 通信庶務課
  - 機動通信課
  - 通信設施課
  - 情報技術解析課
  - 函館方面情報通信部（函館市五稜郭町15番5號）、旭川方面情報通信部（旭川市1條通25丁目487番地6）、釧路方面情報通信部（釧路市黑金町10丁目5）、北見方面情報通信部（北見市青葉町6-1）

連結警視廳、北海道警察本部、方面本部、警察署、交番、駐在所，以電話、無線電、通信指令系統、衛星影像、影像系統、情報管理系統等各種情報通訊系統打造的機關，也在技術上支援犯罪取締。職員非警察官。部長為技官。

##### 機動警察通信隊
設於各管區警察局及都、道警察情報通信部、府縣情報通信部、各方面情報通信部。職責為前往現場等確保警察執行勤務時通訊暢通，也負責警察通訊設施的臨時設置、運用、警察官技術指導等。長官為機動通信課長（都警察則為機動通信第一課長），由情報通信部長任命。主要出勤場合包含地震等自然災害、或是飛機失事等大規模事故、大型會議警備、誘拐等重大事件等等。

## 業務委託機關
- 網路熱線中心（日语：インターネット・ホットラインセンター）
  - 收集與處理違法、有害資訊等相關情報的入口網站。於2006年6月1日開設。由一般社團法人安全網路協會（日语：インターネット協会）管理營運。
- 匿名通報專線（日语：匿名通報ダイヤル）
  - 接受民眾匿名通報案件情報。民眾提供的危害未成年人或人口販賣等相關情報若協助警察解決案件，將可獲得獎金。由NPO法人日本Guardian Angels（日语：ガーディアン・エンジェルス）管理營運。

## 警察廳之職員
警察廳之職員大致分為警察官與一般職員，警察官可分為
- 國家公務員綜合職試驗（舊國家公務員I種試驗）（法律、經濟、行政）合格的特考組警察官（警察廳長官與警視總監皆為特考組警察官出身）
- 國家公務員一般職試驗（舊國家公務員II種試驗）（行政）合格經本廳採用的警察廳採用警察官（也稱準特考組（日语：準キャリア））
- 都道府縣警察借調的警察官（警視、警部）
- 其它省廳借調的警察官

等。全員皆屬於官僚，沒有一般警察的勤務。
一般職員可分為
- 國家公務員綜合職試驗（舊國家公務員I種試驗）（理工系）合格經本廳採用的情報通信特考組技官（日语：技官）
- 國家公務員一般職試驗（舊國家公務員II種試驗）（理工系）合格經管區採用的情報通信技官
- 國家公務員一般職試驗（舊國家公務員II種、III種）（行政系）合格經管區採用的事務官
- 其他國家公務員試驗合格的事務官、技官
- 其它省廳借調的事務官、技官

等。
其它省廳借調的僱員在轉入警察廳時可能會轉為警察官或警察廳事務官、技官。
都道府縣警察的警察官中，階級在警視正（職階依警察本部規模而異，一般為部長或課長）以上的警察官，依警察法第55條，屬於國家公務員。此類警察官稱為地方警務官。

## 階級
| 階級＼隸屬 | 警察廳                                 | 警視廳       | 道府縣警察本部 | 警察署       |
| ---------- | -------------------------------------- | ------------ | -------------- | ------------ |
| －         | 警察廳長官                             | －           | －             | －           |
| 警視總監   | －                                     | 警視總監     | －             | －           |
| 警視監     | 次長、官房長、局長、審議官、部長、課長 | 副總監、部長 | 本部長         | －           |
| 警視長     | 課長、參事官                           | 部長、參事官 | 本部長、部長   | －           |
| 警視正     | 室長、理事官                           | 參事官、課長 | 部長           | 署長         |
| 警視       | 課長補佐                               | 管理官、課長 | 課長           | 署長、副署長 |
| 警部       | 係長                                   | 係長         | 課長補佐       | 課長         |
| 警部補     | 主任                                   | 主任         | 係長           | 係長         |
| 巡查部長   | 係                                     | 係           | 主任           | 主任         |
| 巡査       | －                                     | 係           | 係             | 係           |

| 序列       | 階級外     | 階級外   | 第1位    | 第1位  | 第2位  | 第2位  | 第3位  | 第3位  | 第4位  | 第4位 | 第5位 | 第5位 | 第6位 | 第6位  | 第7位  | 第7位    | 第8位    | 第8位    | 第8位  | -                 | -                 | -                 | 第9位         | 第9位         | 第9位         | 第9位         | 第9位         | 第9位         | 第9位         | 第9位         | 第9位         | 第9位         | 第9位         | 第9位         |
| ---------- | ---------- | -------- | -------- | ------ | ------ | ------ | ------ | ------ | ------ | ----- | ----- | ----- | ----- | ------ | ------ | -------- | -------- | -------- | ------ | ----------------- | ----------------- | ----------------- | ------------- | ------------- | ------------- | ------------- | ------------- | ------------- | ------------- | ------------- | ------------- | ------------- | ------------- | ------------- |
| 胸章       |            |          |          |        |        |        |        |        |        |       |       |       |       |        |        |          |          |          |        |                   |                   |                   |               |               |               |               |               |               |               |               |               |               |               |               |
| 警察廳長官 | 警察廳長官 | 警視總監 | 警視總監 | 警視監 | 警視監 | 警視長 | 警視長 | 警視正 | 警視正 | 警視  | 警視  | 警部  | 警部  | 警部補 | 警部補 | 巡查部长 | 巡查部长 | 巡查部长 | 巡查长 | 巡查长            | 巡查长            | 巡查              | 巡查          | 巡查          | 巡查          | 巡查          | 巡查          | 巡查          | 巡查          | 巡查          | 巡查          | 巡查          | 巡查          |               |
| 肩章       |            |          |          |        |        |        |        |        |        |       |       |       |       |        |        |          |          |          |        | Second Lieutenant | Second Lieutenant | Second Lieutenant | Officer Cadet | Officer Cadet | Officer Cadet | Officer Cadet | Officer Cadet | Officer Cadet | Officer Cadet | Officer Cadet | Officer Cadet | Officer Cadet | Officer Cadet | Officer Cadet |

## 外部連結
- 警察廳（页面存档备份，存于）